# BMS Scuderia Italia
BMS Scuderia Italia je italský závodní tým, který je majetkem ocelářského magnáta Giuseppe Lucchini. Tým byl založen v roce 1980 ve městě Brescia.
BMS Scuderia Italia prošla několika různými šampionáty a za dobu své aktivity dosáhla mnoha úspěchů. Od prvních závodů s automobilem Osella PA8, přes závodění s vozy Lancia 037, mistrovství světa vozů formule 1 a německý GT šampionát, až po dosažení vítězství pilotů i týmu v šampionátu FIA Sportscar s Ferrari 333 Sp v roce 2001.
V letech 2002 až 2004 se BMS účastnila s vozy Ferrari 550 společnosti Prodrive šampionátu FIA GT, přičemž v letech 2003 a 2004 vyhrála jak mezi jezdci, tak v poháru konstruktérů. Výborné výsledky na Ferrari 550 pokračovaly i v roce 2005, kdy se BMS zúčastnila a vyhrála Le Mans Endurance Series (LMES) a italský šampionát GT, a mimoto se objevila i v prestižním závodě 24 Hodin Le Mans.
V květnu 2005 byla podepsána smlouva s Aston Martin Racing, která potvrdila účast stáje BMS v šampionátu FIA GT se dvěma vozy Aston Martin DBR9 pro roky 2006-2008. Roku 2006 se tedy BMS Scuderia Italia podílela na šampionátu FIA GT na autech Aston Martin DBR9 a v poháru konstruktérů získala druhé místo. Ještě v roce 2006 došlo také k dohodě mezi stájí BMS Scuderia Italia a automobilkou Porsche a v sezóně 2007 se tak tým účastnil také třídy 2 FIA GT s vozem Porsche 911 GT3 RSR (997).
Od sezóny 2008 tým závodí se dvěma vozy Ferrari F430 v kategorii GT2.